# 上田綺世
上田 綺世（うえだ あやせ、1998年8月28日 - ）は、茨城県水戸市出身のプロサッカー選手。エールディヴィジ・フェイエノールト所属。ポジションはフォワード（センターフォワード、セカンドストライカー）、ミッドフィールダー（トップ下）。日本代表。
妻はモデルの由布菜月。

## 略歴

### クラブ

#### プロ入り前
茨城県水戸市出身。中学時代は鹿島アントラーズノルテに在籍。中学時代からトップ昇格を夢見ていたが、身長が170cm程度と体格が未熟だったことからユースには昇格できず、鹿島学園高校に進学した。高校卒業後、スポーツ推薦を利用する形で法政大学に進学し体育会サッカー部に入部。1年次から出場機会を得た。2年次には全日本大学サッカー選手権大会の優勝に貢献。争奪戦の末に鹿島アントラーズへの2021年シーズンからの加入が内定した。

#### 鹿島アントラーズ
2019年7月23日、法政大学のサッカー部を退部し、2021年に加入が内定していた鹿島アントラーズに前倒しで加入することが発表された。7月31日、第16節延期分の浦和レッズ戦で途中出場からプロデビューを果たした。8月10日、第22節の横浜F・マリノス戦で途中出場からプロ入り初ゴールを決めた。9月1日、第25節の清水エスパルス戦では初先発を飾ると2得点を決めて勝利に貢献した。
2020年7月18日、第5節の横浜F・マリノス戦で今季初先発をして2得点を決める活躍を見せた。11月29日、第30節の浦和レッズ戦では3得点を決めて勝利に貢献した。

#### サークル・ブルッヘ
2022年7月1日、ベルギー1部サークル・ブルッヘへ完全移籍することが発表された。7月24日、開幕戦のKVCウェステルロー戦で先発してベルギーデビューを果たした。8月27日、第6節のSVズルテ・ワレヘム戦で移籍後初ゴールを決めた。2023年2月4日、第24節のスタンダール・リエージュ戦では今季リーグ戦10得点目を決めた。

#### フェイエノールト
2023年8月3日、オランダ1部エールディヴィジ・フェイエノールトへの完全移籍が発表された。期間は2028年6月30日まで。9月3日、第4節のFCユトレヒト戦で移籍後初ゴールを決めた。同シーズンは、同じポジションに絶対的エースであるサンティアゴ・ヒメネスが君臨していたことで出場機会は限られていたが、シーズン最終盤にヒメネスが離脱したことでチャンスを得ると、3試合連続ゴールを記録、結果シーズン通して5ゴール2アシストを記録した。

### 日本代表
2019年5月24日、コパ・アメリカに臨む東京五輪世代中心で構成された日本代表に初選出された。大学生がA代表選手に選ばれるのは、2010年に永井謙佑と山村和也が選ばれた以来の9年半ぶりとなった。6月18日、コパ・アメリカ初戦のチリ戦でスタメン出場し、代表デビューを果たした。大会では3試合に出場したものの、枠内にシュートが飛ばないなど精彩を欠き、日本代表の敗退後に集計されたデータでは暫定で大会中最も多くの5度の決定機を外していた。
7月に招集されたユニバーシアードサッカー日本代表では初戦のアルゼンチン戦で2得点を決める活躍。その後、日本は決勝まで順調に勝ち進み、ブラジル相手にハットトリックの活躍を見せて優勝に貢献した。12月にはEAFF E-1サッカー選手権2019に出場する日本代表に再度選出された。
2021年7月開催の東京オリンピック日本代表に選出。
2022年11月1日、カタールワールドカップに挑むメンバーに選出され、2戦目のコスタリカ戦に先発出場したが、前半のみの出場となった。
2023年6月15日、キリンチャレンジカップのエルサルバドル戦でPKを決め15試合目にして代表初ゴールを決めた。
2023年11月16日、2026 FIFAワールドカップ・アジア2次予選兼AFCアジアカップ2027 (予選)の ミャンマー戦で代表では自身初のハットトリックを達成した。
2024年1月1日、AFCアジアカップ2024のメンバーに選出された。同大会ではチーム最多の4ゴールを記録したが、チームはベスト8で敗れた。

## 人物
鹿島アントラーズへ前倒しで加入するために大学のサッカー部を退部したが、大学は2020年度に卒業している。
2022年2月9日、自身のSNSで、モデルの由布菜月と結婚したことを発表。
ジュピラー・プロリーグ（ベルギー）22/23シーズンにおいて40試合22得点の活躍を見せ、得点ランキング2位を記録。同リーグにおける日本人最多ゴール記録保持者。
手を合わせて祈るようなゴールパフォーマンスをしばしば行う。

## エピソード
- 大食いである。好きな食べ物はたこ焼きとオムライスであり、嫌いな食べ物はパクチーである[38][39][40]。
- 上田は水を大量に飲むため、行きつけの飲食店では、ピッチャーを用意してくれる。
- 上田がフェイエノールトに移籍する時、かつてフェイエノールトでプレーした小野伸二が歓迎のビデオに出演した。
- 妻の由布菜月はYouTubeチャンネルを運営しており、時折夫である上田が動画に出演することがある。

## 所属クラブ
- 吉田ケ丘サッカースポーツ少年団（水戸市立吉田小学校）
- 鹿島アントラーズノルテジュニアユース（水戸市立第四中学校）
- 鹿島学園高等学校
- 2017年 - 2019年7月 法政大学体育会サッカー部
  - 2019年2月 - 同年7月  鹿島アントラーズ（特別指定選手）
- 2019年7月 - 2022年7月  鹿島アントラーズ
- 2022年7月 - 2023年8月  サークル・ブルッヘ
- 2023年8月 -  フェイエノールト

## 個人成績
| 国内大会個人成績 | 国内大会個人成績   | 国内大会個人成績 | 国内大会個人成績 | 国内大会個人成績 | 国内大会個人成績 | 国内大会個人成績 | 国内大会個人成績 | 国内大会個人成績 | 国内大会個人成績 | 国内大会個人成績 | 国内大会個人成績 |
| 年度             | クラブ             | 背番号           | リーグ           | リーグ戦         | リーグ戦         | リーグ杯         | リーグ杯         | オープン杯       | オープン杯       | 期間通算         | 期間通算         |
| 年度             | クラブ             | 背番号           | リーグ           | 出場             | 得点             | 出場             | 得点             | 出場             | 得点             | 出場             | 得点             |
| 日本             | 日本               | 日本             | 日本             | リーグ戦         | リーグ戦         | リーグ杯         | リーグ杯         | 天皇杯           | 天皇杯           | 期間通算         | 期間通算         |
| ---------------- | ------------------ | ---------------- | ---------------- | ---------------- | ---------------- | ---------------- | ---------------- | ---------------- | ---------------- | ---------------- | ---------------- |
| 2019             | 法大               | 18               | -                | -                | -                | -                | -                | 1                | 0                | 1                | 0                |
| 2019             | 鹿島               | 36               | J1               | 13               | 4                | 2                | 0                | -                | -                | 15               | 4                |
| 2020             | 鹿島               | 36               | J1               | 26               | 10               | 1                | 0                | -                | -                | 27               | 10               |
| 2021             | 鹿島               | 18               | J1               | 29               | 14               | 4                | 2                | 3                | 3                | 36               | 19               |
| 2022             | 鹿島               | 18               | J1               | 18               | 10               | 4                | 3                | 1                | 1                | 23               | 14               |
| ベルギー         | ベルギー           | ベルギー         | ベルギー         | リーグ戦         | リーグ戦         | リーグ杯         | リーグ杯         | ベルギー杯       | ベルギー杯       | 期間通算         | 期間通算         |
| 2022-23          | サークル・ブルッヘ | 36               | ジュピラー       | 40               | 22               | -                | -                | 1                | 0                | 41               | 22               |
| オランダ         | オランダ           | オランダ         | オランダ         | リーグ戦         | リーグ戦         | リーグ杯         | リーグ杯         | KNVBカップ       | KNVBカップ       | 期間通算         | 期間通算         |
| 2023-24          | フェイエノールト   | 9                | エールディヴィジ | 26               | 5                | -                | -                | 4                | 0                | 30               | 5                |
| 2024-25          | フェイエノールト   | 9                | エールディヴィジ | 21               | 7                | -                | -                | 1                | 0                | 22               | 7                |
| 通算             | 日本               | 日本             | J1               | 86               | 38               | 11               | 5                | 4                | 4                | 101              | 47               |
| 通算             | 日本               | 日本             | 他               | -                | -                | -                | -                | 1                | 0                | 1                | 0                |
| 通算             | ベルギー           | ベルギー         | ジュピラー       | 40               | 22               | -                | -                | 1                | 0                | 41               | 22               |
| 通算             | オランダ           | オランダ         | エールディヴィジ | 47               | 12               | -                | -                | 5                | 0                | 52               | 12               |
| 総通算           | 総通算             | 総通算           | 総通算           | 173              | 72               | 11               | 5                | 11               | 4                | 195              | 81               |

その他の公式戦
- 2024年
  - ヨハン・クライフ・スハール 1試合0得点

| 国際大会個人成績 | 国際大会個人成績 | 国際大会個人成績 | 国際大会個人成績 | 国際大会個人成績 | 国際大会個人成績 | 国際大会個人成績 |
| 年度             | クラブ           | 背番号           | 出場             | 得点             | 出場             | 得点             |
| UEFA             | UEFA             | UEFA             | UEFA EL          | UEFA EL          | UEFA CL          | UEFA CL          |
| ---------------- | ---------------- | ---------------- | ---------------- | ---------------- | ---------------- | ---------------- |
| 2023-24          | フェイエノールト | 9                | 2                | 0                | 5                | 0                |
| 2024-25          | フェイエノールト | 9                | -                | -                | 8                | 2                |
| 通算             | UEFA             | UEFA             | 2                | 0                | 13               | 2                |

- Jリーグ初出場 - 2019年7月31日 J1第16節 対浦和レッズ戦（埼玉スタジアム2002）
- Jリーグ初得点 - 2019年8月10日 J1第22節 対横浜F・マリノス戦（カシマサッカースタジアム）
- プロ初ハットトリック - 2020年11月29日 J1第30節 対浦和レッズ戦（埼玉スタジアム2002)

## タイトル

### クラブ
法政大学
- 総理大臣杯全日本大学サッカートーナメント（2017年）
- 全日本大学サッカー選手権大会（2018年）

フェイエノールト
- KNVBカップ：1回（2023-24）
- ヨハン・クライフ・スハール: 1回　(2024-25)

### 代表
ユニバーシアード日本代表
- ナポリ大会（2019年）

### 個人
- 関東大学サッカーリーグ戦・新人王（2017年）
- 関東大学サッカーリーグ戦・ベストイレブン（2018年）
- 関東大学サッカーリーグ戦・特別賞（2018年）
- デンソーカップサッカー・最優秀選手（2019年）
- デンソーカップサッカー・ベストイレブン（2019年）
- J1リーグ・月間MVP（2022年2月・3月）
- JPFAアワード（J1）・ベストイレブン：1回（2022年）
- JPFAアワード（JPFA）・ベストイレブン：2回（2023年、2024年）

## 代表歴

### 出場大会
- U-20日本代表
  - M-150杯（2017年）
- U-21日本代表
  - トゥーロン国際大会（2018年）
  - ドバイカップ（2018年）
- U-22日本代表
  - アジア競技大会（2019年）
  - AFC U-23選手権・予選（2019年）
- ユニバーシアード代表
  - ナポリ大会（2019年）
- U-23日本代表
  - AFC U-23選手権（2020年）
- U-24日本代表
  - 東京オリンピック（2021年）
- 日本代表
  - コパ・アメリカ（2019年）
  - EAFF E-1サッカー選手権（2019年）
  - 2022 FIFAワールドカップ・アジア3次予選（2022年）
  - 2022 FIFAワールドカップ (2022年)
  - 2026 FIFAワールドカップ・アジア2次予選 (2023年 - 2024年)
  - AFCアジアカップ2023 (2024年)
  - 2026 FIFAワールドカップ・アジア3次予選（2024年 - 2025年）

### 試合数
- 国際Aマッチ 31試合 14得点（2019年 - ）

| 日本代表 | 国際Aマッチ | 国際Aマッチ |
| 年       | 出場        | 得点        |
| -------- | ----------- | ----------- |
| 2019     | 6           | 0           |
| 2022     | 6           | 0           |
| 2023     | 7           | 7           |
| 2024     | 11          | 7           |
| 2025     | 1           | 0           |
| 通算     | 31          | 14          |

### 出場
| No. | 開催日         | 開催都市         | スタジアム                                             | 対戦国                 | 結果 | 監督   | 大会                                   |
| --- | -------------- | ---------------- | ------------------------------------------------------ | ---------------------- | ---- | ------ | -------------------------------------- |
| 1.  | 2019年6月17日  | サンパウロ       | エスタジオ・ド・モルンビー                             | チリ                   | ●0-4 | 森保一 | コパ・アメリカ2019                     |
| 2.  | 2019年6月20日  | ポルト・アレグレ | アレーナ・ド・グレミオ                                 | ウルグアイ             | △2-2 | 森保一 | コパ・アメリカ2019                     |
| 3.  | 2019年6月24日  | ベロオリゾンテ   | エスタジオ・ミネイロン                                 | エクアドル             | △1-1 | 森保一 | コパ・アメリカ2019                     |
| 4.  | 2019年12月10日 | 釜山             | 釜山九徳スタジアム                                     | 中国                   | ○2-1 | 森保一 | EAFF E-1 サッカー選手権2019            |
| 5.  | 2019年12月14日 | 釜山             | 釜山九徳スタジアム                                     | 香港                   | ○5-0 | 森保一 | EAFF E-1 サッカー選手権2019            |
| 6.  | 2019年12月18日 | 釜山             | 釜山アシアドメインスタジアム                           | 韓国                   | ●0-1 | 森保一 | EAFF E-1 サッカー選手権2019            |
| 7.  | 2022年3月24日  | シドニー         | スタジアム・オーストラリア                             | オーストラリア         | ○2-0 | 森保一 | 2022 FIFAワールドカップ・アジア3次予選 |
| 8.  | 2022年3月29日  | さいたま         | 埼玉スタジアム2002                                     | ベトナム               | △1-1 | 森保一 | 2022 FIFAワールドカップ・アジア3次予選 |
| 9.  | 2022年6月10日  | 神戸             | ノエビアスタジアム神戸                                 | ガーナ                 | ○4-1 | 森保一 | キリンカップサッカー2022               |
| 10. | 2022年9月27日  | デュッセルドルフ | エスプリ・アレーナ                                     | エクアドル             | △0-0 | 森保一 | 国際親善試合                           |
| 11. | 2022年11月17日 | ドバイ           | アール・マクトゥーム・スタジアム                       | カナダ                 | ●1-2 | 森保一 | 国際親善試合                           |
| 12. | 2022年11月27日 | ライヤーン       | アフメド・ビン＝アリー・スタジアム                     | コスタリカ             | ●0-1 | 森保一 | 2022 FIFAワールドカップ                |
| 13. | 2023年3月24日  | 東京             | 国立競技場                                             | ウルグアイ             | △1-1 | 森保一 | キリンチャレンジカップ2023             |
| 14. | 2023年3月28日  | 大阪             | ヨドコウ桜スタジアム                                   | コロンビア             | ●1-2 | 森保一 | キリンチャレンジカップ2023             |
| 15. | 2023年6月15日  | 豊田             | 豊田スタジアム                                         | エルサルバドル         | ○6-0 | 森保一 | キリンチャレンジカップ2023             |
| 16. | 2023年9月9日   | ヴォルフスブルク | フォルクスワーゲン・アレーナ                           | ドイツ                 | ○4-1 | 森保一 | 国際親善試合                           |
| 17. | 2023年10月17日 | 神戸             | ノエビアスタジアム神戸                                 | チュニジア             | ○2-0 | 森保一 | キリンチャレンジカップ2023             |
| 18. | 2023年11月16日 | 吹田             | パナソニックスタジアム吹田                             | ミャンマー             | ○5-0 | 森保一 | 2026 FIFAワールドカップ・アジア2次予選 |
| 19. | 2023年11月21日 | ジッダ           | プリンス・アブドゥッラー・アル・ファイサル・スタジアム | シリア                 | ○5-0 | 森保一 | 2026 FIFAワールドカップ・アジア2次予選 |
| 20. | 2024年1月14日  | ドーハ           | アル・トゥマーマ・スタジアム                           | ベトナム               | ○4-2 | 森保一 | AFCアジアカップ2023                    |
| 21. | 2024年1月19日  | ライヤーン       | エデュケーション・シティ・スタジアム                   | イラク                 | ●1-2 | 森保一 | AFCアジアカップ2023                    |
| 22. | 2024年1月24日  | ドーハ           | アル・トゥマーマ・スタジアム                           | インドネシア           | ○3-1 | 森保一 | AFCアジアカップ2023                    |
| 23. | 2024年1月31日  | ドーハ           | アル・トゥマーマ・スタジアム                           | バーレーン             | ○3-1 | 森保一 | AFCアジアカップ2023                    |
| 24. | 2024年2月3日   | ライヤーン       | エデュケーション・シティ・スタジアム                   | イラン                 | ●1-2 | 森保一 | AFCアジアカップ2023                    |
| 25. | 2024年3月21日  | 東京             | 国立競技場                                             | 朝鮮民主主義人民共和国 | ○1-0 | 森保一 | 2026 FIFAワールドカップ・アジア2次予選 |
| 26. | 2024年6月11日  | 広島             | エディオンピースウイング広島                           | シリア                 | ○5-0 | 森保一 | 2026 FIFAワールドカップ・アジア2次予選 |
| 27. | 2024年9月5日   | さいたま         | 埼玉スタジアム2002                                     | 中国                   | ○7-0 | 森保一 | 2026 FIFAワールドカップ・アジア3次予選 |
| 28. | 2024年9月10日  | マナーマ         | バーレーン・ナショナル・スタジアム                     | バーレーン             | ◯5-0 | 森保一 | 2026 FIFAワールドカップ・アジア3次予選 |

### 得点
| No. | 開催日         | 開催都市         | スタジアム                                             | 対戦国         | 結果 | 大会                                   |
| --- | -------------- | ---------------- | ------------------------------------------------------ | -------------- | ---- | -------------------------------------- |
| 1.  | 2023年6月15日  | 豊田             | 豊田スタジアム                                         | エルサルバドル | ○6-0 | キリンチャレンジカップ2023             |
| 2.  | 2023年9月9日   | ヴォルフスブルク | フォルクスワーゲン・アレーナ                           | ドイツ         | ○4-1 | 国際親善試合                           |
| 3.  | 2023年11月16日 | 吹田             | パナソニックスタジアム吹田                             | ミャンマー     | ○5-0 | 2026 FIFAワールドカップ・アジア2次予選 |
| 4.  | 2023年11月16日 | 吹田             | パナソニックスタジアム吹田                             | ミャンマー     | ○5-0 | 2026 FIFAワールドカップ・アジア2次予選 |
| 5.  | 2023年11月16日 | 吹田             | パナソニックスタジアム吹田                             | ミャンマー     | ○5-0 | 2026 FIFAワールドカップ・アジア2次予選 |
| 6.  | 2023年11月21日 | ジッダ           | プリンス・アブドゥッラー・アル・ファイサル・スタジアム | シリア         | ○5-0 | 2026 FIFAワールドカップ・アジア2次予選 |
| 7.  | 2023年11月21日 | ジッダ           | プリンス・アブドゥッラー・アル・ファイサル・スタジアム | シリア         | ○5-0 | 2026 FIFAワールドカップ・アジア2次予選 |
| 8.  | 2024年1月14日  | ドーハ           | アル・トゥマーマ・スタジアム                           | ベトナム       | ○4-2 | AFCアジアカップ2023                    |
| 9.  | 2024年1月24日  | ドーハ           | アル・トゥマーマ・スタジアム                           | インドネシア   | ○3-1 | AFCアジアカップ2023                    |
| 10. | 2024年1月24日  | ドーハ           | アル・トゥマーマ・スタジアム                           | インドネシア   | ○3-1 | AFCアジアカップ2023                    |
| 11. | 2024年1月31日  | ドーハ           | アル・トゥマーマ・スタジアム                           | バーレーン     | ○3-1 | AFCアジアカップ2023                    |
| 12. | 2024年6月11日  | 広島             | エディオンピースウイング広島                           | シリア         | ○5-0 | 2026 FIFAワールドカップ・アジア2次予選 |
| 13. | 2024年9月10日  | マナーマ         | バーレーン・ナショナル・スタジアム                     | バーレーン     | ◯5-0 | 2026 FIFAワールドカップ・アジア3次予選 |
| 14. | 2024年9月10日  | マナーマ         | バーレーン・ナショナル・スタジアム                     | バーレーン     | ◯5-0 | 2026 FIFAワールドカップ・アジア3次予選 |